# Cerdistus erythrurus
Cerdistus erythrurus là một loài ruồi trong họ Asilidae. Cerdistus erythrurus được Meigen miêu tả năm 1820.